# Espada (esgrima)

Esgrimista de espada com a área alvo válida (o corpo inteiro) destacada em vermelho.

Espada na esgrima, designa especificamente uma das armas usadas, não sendo neste caso sinónimo de florete ou sabre, as outras disciplinas da modalidade.
| Peso máximo | Comprimento máx. da lamina | Comprimento máx. total | Ref.  |
| ----------- | -------------------------- | ---------------------- | ----- |
| 770g        | 90 cm                      | 110 cm                 | [ 2 ] |